# Tetraleurodes perseae
Tetraleurodes perseae là một loài côn trùng cánh nửa trong họ Aleyrodidae, phân họ Aleyrodinae.
Tetraleurodes perseae được Nakahara miêu tả khoa học đầu tiên năm 1995.